# Альба, Фелипе де
Фелипе де Альба (исп. Felipe de Alba, 29 апреля 1924, Мехико, Мексика — 15 ноября 2005) — мексиканский адвокат, который в 1940-е и 1950-е годы был популярным мексиканским актёром. Стал наиболее известен своими ролями в фильмах «Робинзон Крузо» (1954) и «Настоящие женщины всегда в теле» (2002).
13 апреля 1983 году Филипе женился на американской актрисе Жа Жа Габор, но из-за того, что предыдущий развод актрисы был неправильно оформлен, брак пришлось аннулировать на следующий день. Последние годы де Альба жил в Нью-Йорке, где и умер в 2005 году.